# Кубусь (бронеавтомобиль)
«Ку́бусь» (пол. Kubuś, от пол. Kubuś Puchatek — «Винни-Пух») — польский импровизированный лёгкий бронеавтомобиль (классифицируемый также как бронетранспортёр) периода Второй мировой войны. Создан на базе шасси грузового автомобиля Chevrolet 157. Построен в единственном экземпляре.

## История создания
8 августа 1944 года, во время подготовки к Варшавскому восстанию, в рядах остро нуждавшейся в бронетехнике Армии крайовой было принято решение о создании на базе серийной гражданской машины бронеавтомобиля для доставки десанта к Варшавскому университету.
В качестве базового шасси был выбран выпущенный незадолго до начала войны по лицензии экземпляр трёхтонного грузового автомобиля Chevrolet 157. Покупка машины, которой руководили инженер Станислав Скибневский и капитан Каприан Одоркевич, была осуществлена под прикрытием коммерческого использования. Грузовик в скором времени был отправлен на частную фабрику «Stach», где силами рабочих местной электростанции и жителей варшавского района Повисле за 13 дней на его основе был  построен бронеавтомобиль, названный «Кубусь».

## Описание конструкции
Машина, фактически представляющая собой бронетранспортёр, имела капотную переднемоторную, заднеприводную автомобильную компоновку. Моторно-трансмиссионное отделение бронеавтомобиля размещалось в лобовой, отделение управления — в центральной, а боевое и десантное отделения — в кормовой части машины. Экипаж состоял из механика-водителя и командира, в десантном отделении перевозились до 12 человек.

### Броневой корпус и башня
Броневой корпус — сварной, собранный из стальных листов толщиной 5-6 мм, сложной формы. Вследствие рациональных углов наклона бронелистов корпус практически не имеет вертикальных поверхностей. Ходовая часть машины также была полностью забронирована.

### Вооружение

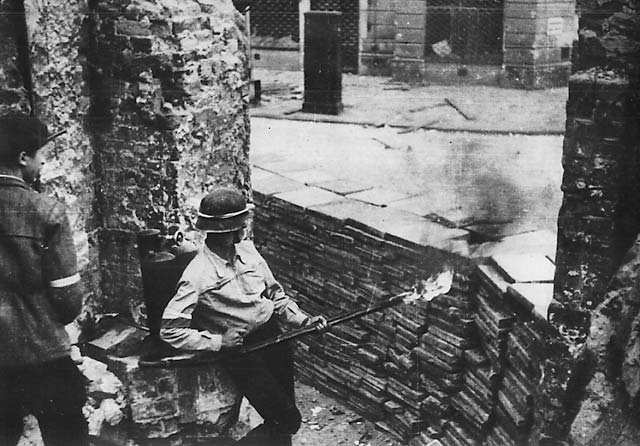
Огнемёт wz.K

Вооружение машины состояло из 7,62-мм ручного пулемёта ДП в открытой турельной установке на крыше и импровизированного огнемёта типа K. Стрельба из огнемёта и личного оружия десанта могла вестись из пяти амбразур — в лобовом листе отделения управления справа от места механика-водителя и в лобовом, бортовых и кормовом листах десантного отделения.

### Средства наблюдения и связи
Наблюдение осуществлялось через смотровые щели в лобовом и бортовых бронелистах отделения управления.

### Двигатель и трансмиссия
Трансмиссия — механическая, двигатель — стандартный бензиновый 6-цилиндровый фирмы Chevrolet, мощностью 78 л. с.

### Ходовая часть
Ходовая часть машины — колёсная, с колёсной формулой 4 × 2. Колёса с пневматическими шинами, поворотные передние — односкатные, ведущие задние — двускатные. Подвеска — на листовых рессорах.

## Служба и боевое применение
Бронеавтомобиль был введён в строй сразу после завершения постройки, 22 августа 1944 года. 23 августа и 2 сентября машина совместно с захваченным бронетранспортёром Sd.Kfz.251 участвовала в не увенчавшихся успехом попытках взять штурмом Варшавский университет. 6 сентября, после принятия решения об эвакуации отряда, к которому был приписан бронеавтомобиль, с последнего для избежания захвата машины врагом были сняты вооружение и двигатель, а корпус был брошен.
В январе 1945 года автомобиль был найден вошедшими в Варшаву войсками РККА и Войска Польского, после чего был помещён в Музей Войска Польского и через несколько лет был самостоятельно отреставрирован бывшим главным инженером проекта по строительству бронеавтомобиля Юзефом Ферником.

## Сохранившиеся экземпляры

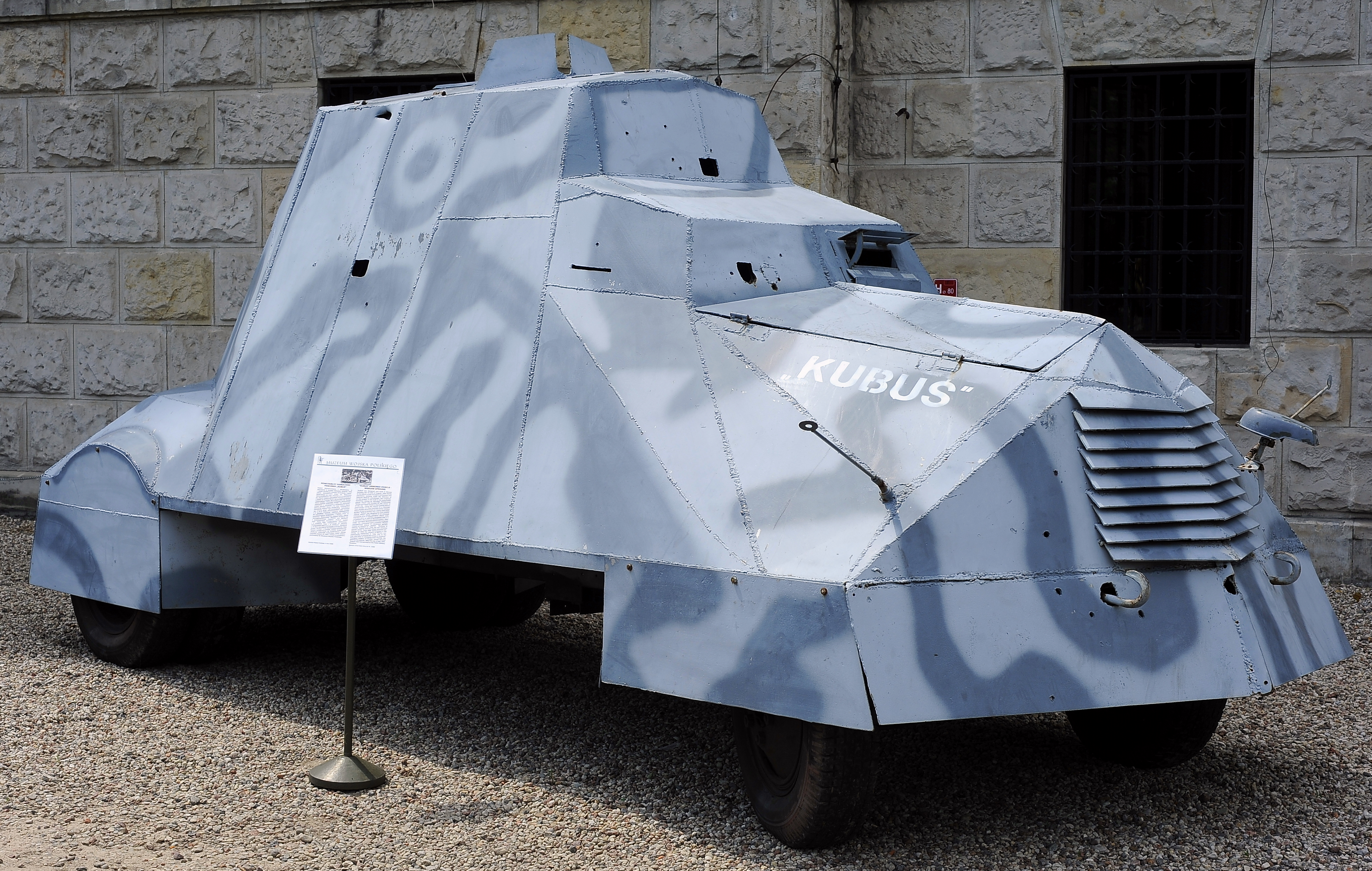
Отреставрированный оригинал машины

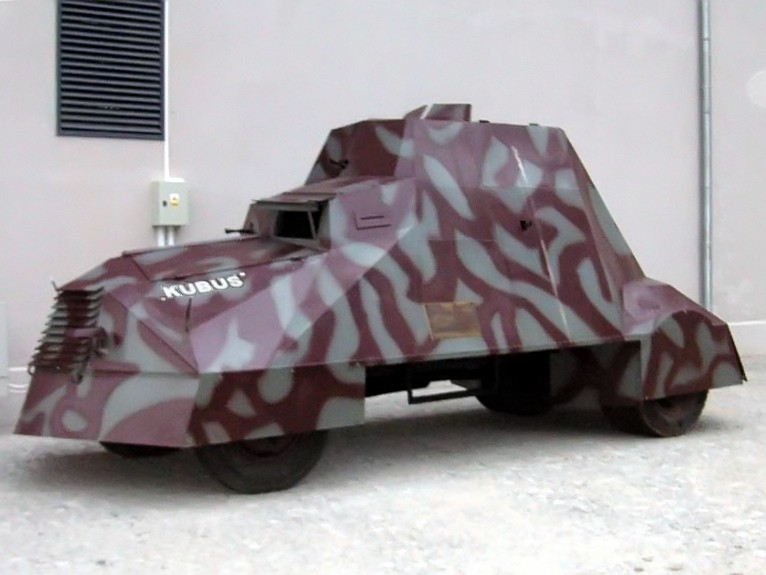
Современная реплика

- Повторно отреставрированная машина на ходу и находится в Музее  Войска Польского[2].
- В 2004 году была создана ходовая реплика оригинальной машины, ныне демонстрирующаяся в Музее варшавского восстания[2].